# Gavriil Eguiazarov
Gavriil Gueorguievitch Eguiazarov (en russe : Гавриил Георгиевич Егиа́заров), né le 2 mai 1916 à Bakou et mort le 21 juin 1988 , est un réalisateur, scénariste et opérateur soviétique.

## Biographie
Gavriil, ou Gabriel, Eguiazarov, d'origine arménienne, sort diplômé en 1941 du VGIK (département de cinématographie).
Il combat dans la Grande Guerre patriotique et est membre du Parti communiste de l'Union soviétique depuis 1956.
Il est enterré à Moscou au cimetière Vostriakovo.

## Œuvre
Les films les plus représentatifs du réalisateur, qui dépeint avec réalisme la vie des gens ordinaires, sont en 1977 Portret s Dojdiem (ru) (litt. « Portrait de la pluie ») et La Neige en feu, adaptation cinématographique du roman de Yuri Bondarev.

## Distinctions et prix
- 1965 : Artiste émérite de la RSFSR
- 1977 : Artiste du peuple de la RSFSR
- 1973 : Prix d'État des frères Vassiliev RSFSR pour La Neige chaude
- 1975 : Médaille d'argent Alexandre Dovjenko
- 1976 : Festival du film Union : prix du meilleur scénario pour De l'Aube au crépuscule

## Filmographie partielle
- 1962 : La Pécheresse (Грешница)
- 1963 : Vstretcha na pereprave (ru), court métrage (Встреча на переправe)
- 1965 : Pont en construction (Строится мост)
- 1969 : Seulement trois nuits (ru) (Только три ночи)
- 1972 : La Neige en feu (Горячий снег)
- 1975 : D'une aube à l'autre (ru) (От зари до зари)
- 1978 : Portret s dojdiom (ru) (Портрет с дождём)
- 1981 : Koneï na pereprave ne meniaiout (ru) (Коней на переправе не меняют)
- 1982 : Domoï! (ru) (Домой!)
- 1984 : Rasstavania (ru) (Расставания)